# Sinfonietta núm. 2 (Weinberg)
La Sinfonietta núm. 2 en la menor, op. 78, per a orquestra de corda i timbales va ser composta per Mieczysław Weinberg el 1960. Es va estrenar el 19 de novembre de 1960 a la Gran Sala del Conservatori de Moscou sota la direcció de Rudolf Barxai, a qui la va dedicar.

## Moviments
- I. Allegro
- II. Allegretto
- III. Adagio
- IV. Andantino

## Origen
La Segona Sinfonietta es va estrenar onze mesos abans de la Quarta Simfonia, composta tres anys abans. A diferència de la Primera Sinfonietta, escrita el 1948 per a una orquestra simfònica completa, Weinberg va optar en la Segona per una formació més discreta que consta d'una orquestra de corda i timbales, que apareixen en el primer i el quart moviment. Durant el seu període de maduresa, Weinberg es va dedicar a compondre per a orquestra de cambra.
Tot i que el compositor no va insinuar mai quin seria el seu tema de la sinfonietta, la musicòloga Lyudmila Nikitina ha suggerit que l'obra pot ser considerada programàtica. Sobretot, assenyala, en el darrer moviment quan es presenta una transcripció literal per a orquestra d'una cançó del cicle Records composta entre 1957 i 1958 amb textos de Julian Tuwim, el poeta preferit de Weinberg, aquesta vegada transposada per una tercera menor i amb una coda afegida.
La va dedicar al director Rudolf Barxai, fundador de la cèlebre Orquestra de Cambra de Moscou, que el mateix any de l'estrena en va fer un enregistrament. La col·laboració creativa entre Weinberg i l'Orquestra de Cambra de Moscou va néixer amb l'estrena de la Sinfonietta núm. 2. En paraules del compositor, la seva col·laboració amb l'orquestra va ser per a ell una «font d'una gran alegria creativa». Més tard, Weinberg li va dedicar les seves simfonies núm. 7 (1964) i núm. 10 (1968) també compostes per a orquestra de cambra.
El títol de "sinfonietta" es va fer popular entre els compositors soviètics, per exemple Iuri Levitin en va compondre quatre.